# مؤمن أباد (دامنكوه)
مؤمن أباد (بالفارسية: مومن‌آباد) هي مستوطنة تقع في إيران في قسم دامنكوه الريفي. يقدر عدد سكانها بـ 700 نسمة بحسب إحصاء 2016.